# 卡爾·W·赫根羅特
卡爾·威廉·赫根羅特（英語：Carl William Hergenrother，1973年—）是一位美國天文學家，小行星和彗星的發現者。
根據小行星中心的統計，他在1993年至1999年期間在卡特林那巡天系統中發現並共同發現了32顆編號小行星。他還發現了許多彗星，包括長週期彗星 C/1996 R1（Hergenrother-Spahr）和三顆週期彗星—赫根羅特彗星、175P/Hergenrother和P/1999 V1（Catalina）。他也是2016年發射OSIRIS-REx太空船的科學和操作團隊成員，該太空船是對近地小行星101955進行採樣返回的任務。
1996年5月3日，外主帶小行星3099以他的名字命名。

## 外部連結
- Beyond Pluto: exploring the outer limits of the solar system, John Keith Davies, Cambridge University Press
- Get to Know a Staff Scientist: Carl Hergenrother, Lunar & Planetary Laboratory, University of Arizona